# Escifo

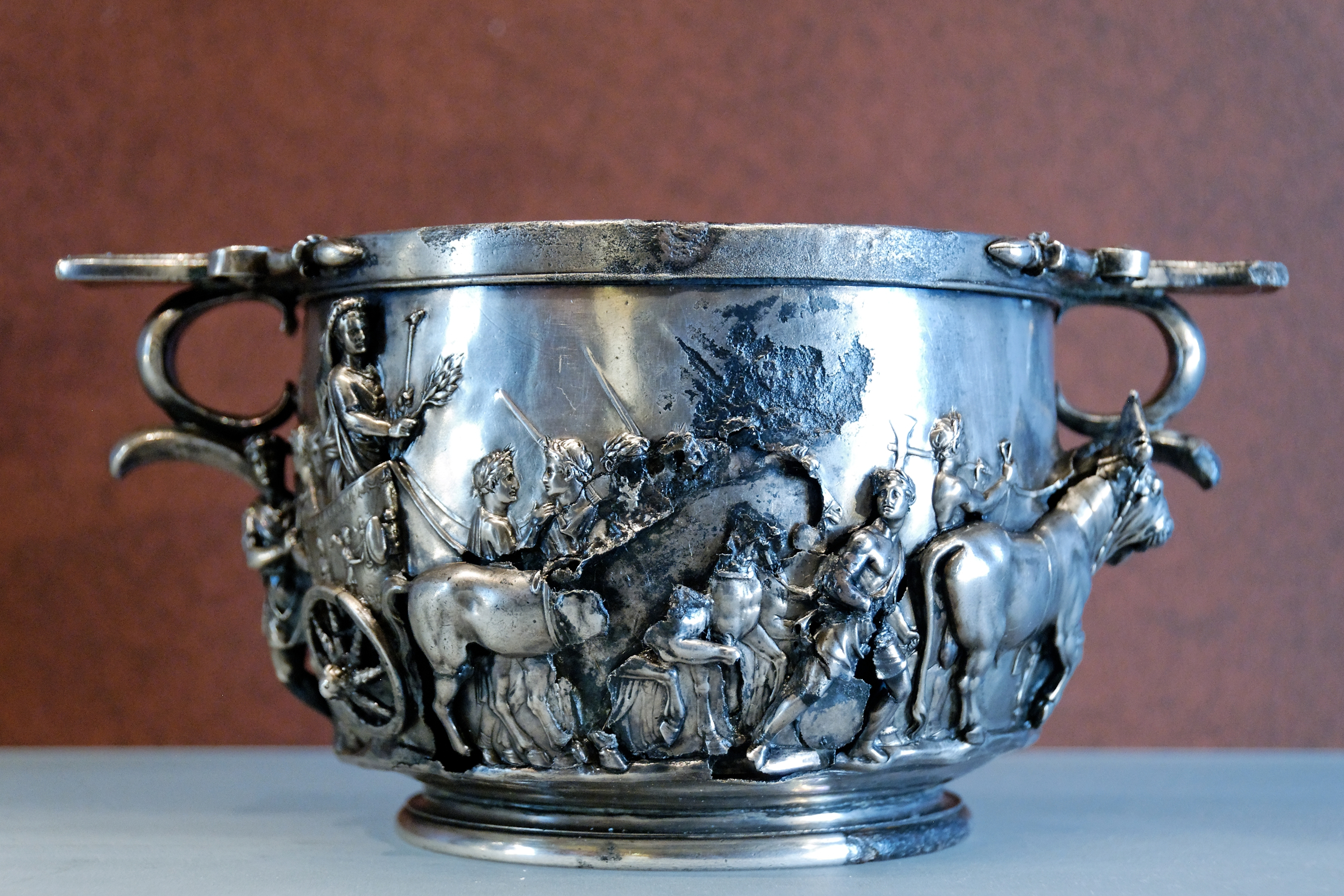
Triunfo do imperador Tibério r.. Escifo de prata com decoração repoussé final do - início do século I.

Escifo (em grego: σκύφος; romaniz.: Skyphos; plural skyphoi) é uma taça de vinho com duas alças sobre uma base rebaixada ou nenhuma. As alças podem ser horizontais em forma de orelha projetadas a partir do rebordo (em ambas as formas, coríntia e ateniense), ou podem ser em forma de laço que se colocam na borda ou sobressaem a base. Escifos do tipo chamado coruja (glaux) têm uma pequena alça horizontal e outra vertical.
Os primeiros escifos foram feitos durante o período geométrico. Corinto definiu as convenções que Atenas seguiu. Durante um longo período a forma permaneceu a mesma, enquanto o estilo de decoração alterou-se. Escifos foram também feitos de metais preciosos, geralmente folhas de prata e ouro. Um exemplo bem preservado é a Taça Warren, um escifo ovoide de prata, como descrito por John Pollini. Um escifo romano de vidro camafeu pode ser visto no Museu Getty.